# Albrechtsbrunnen (Rheinfelden)

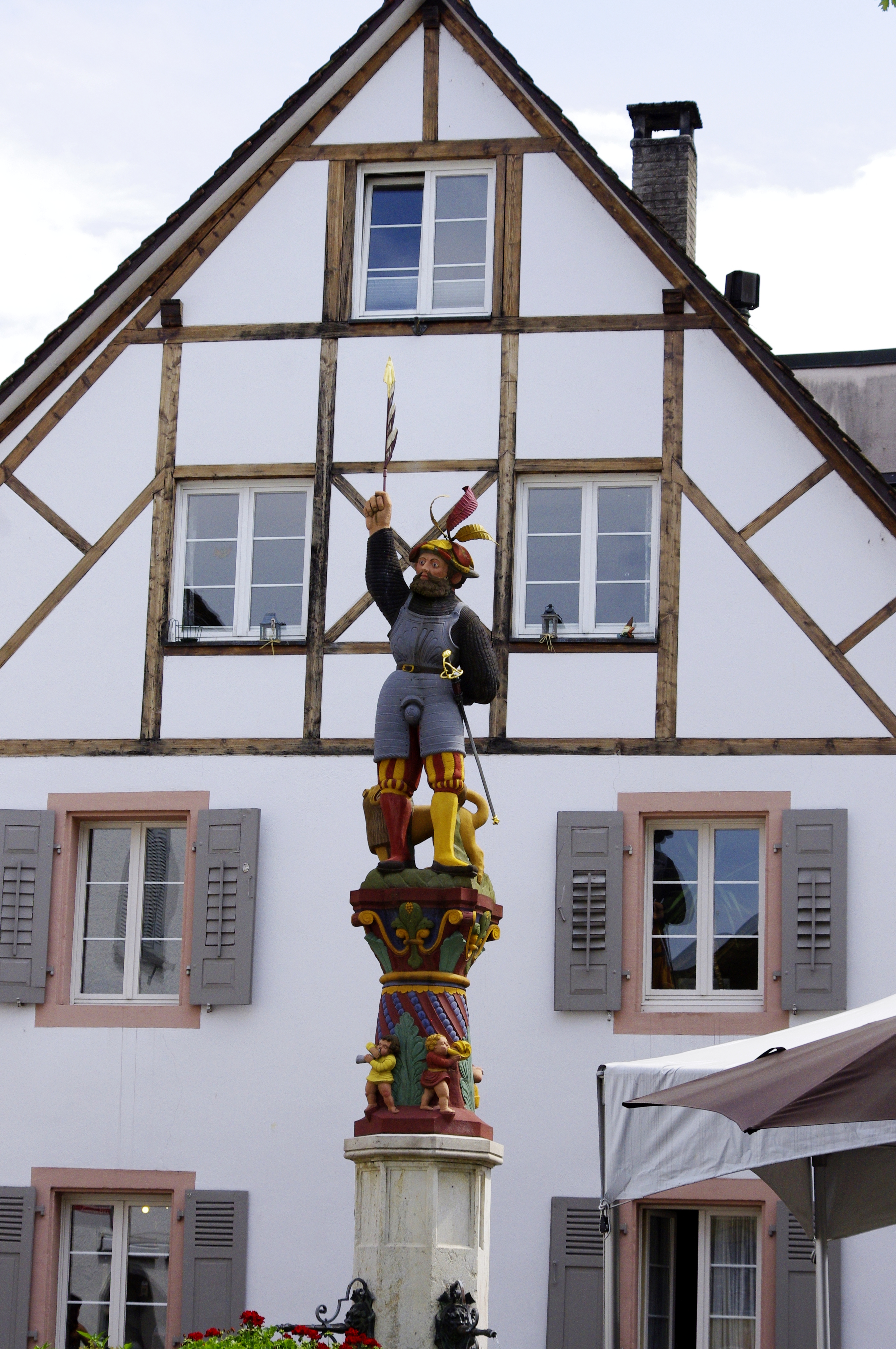
Albrechtsbrunnen

Der Albrechtsbrunnen ist ein Figurenbrunnen in Rheinfelden im Kanton Aargau. Er steht auf dem Albrechtsplatz im östlichen Teil der Altstadt, vor der ehemaligen Dépendance des Hotels «zur Krone». Der Brunnen ist als Kulturgut von regionaler Bedeutung eingestuft.
Der Albrechtsbrunnen reicht bis ins frühe 14. Jahrhundert zurück und wurde 1442 erstmals erwähnt. 1539 und 1618 erhielt er jeweils einen neuen Trog, der heutige Doppeltrog stammt aus dem Jahr 1850. Die Brunnenfigur ist eine Kopie; das 1542 geschaffene Original wird seit der Restaurierung 1958/59 im Fricktaler Museum aufbewahrt. Einst stand der Brunnen unmittelbar beim städtischen Spital und trug daher die Bezeichnung Spitalbrunnen. Das Spital und angrenzende Liegenschaften wurden 1869 abgerissen, um die nördlich davon verlaufende Marktgasse zu verbreitern. Auf einem Teil der frei gewordenen Fläche entstand der nach dem österreichischen Erzherzog Albrecht VI. (1418–1463) benannte Albrechtsplatz, wovon sich der heutige Name des Brunnens ableitet.
An die südliche Schmalseite des längsrechteckigen Doppeltrogs aus Kalkstein ist ein Brunnenstock im Renaissancestil angebaut. Die beiden Ausgussröhren in seinem achteckigen Mittelstück sind mit Löwenköpfen verziert. Der Schaft des Figurensockels ist mit Musikantenskulpturen und einem Volutenkapitell verziert. Darauf steht die lebensgrosse Darstellung eines bärtigen Bannerträgers im Harnisch und mit Barett, der mit seiner rechten Hand das Stadtbanner emporstreckt, während die linke Hand am Rücken angelegt ist und den Degen hält.